# Georg Jayme
Georg Jayme (* 10. April 1899 in Ober-Modau, Kreis Darmstadt; † 1. Januar 1979 in Darmstadt) war ein deutscher Chemiker und Hochschullehrer, der über dreißig Jahre lang Leiter des Instituts für Zellulosechemie der Technischen Hochschule Darmstadt war und aufgrund seiner zahlreichen Arbeiten zur Cellulosechemie 2011 posthum in die Hall of Fame des Paper Discovery Centers der Papierindustrie in Appleton (Wisconsin) aufgenommen wurde. Neben seiner Lehr- und Forschungstätigkeit verfasste Jayme über 700 Artikel für Fachzeitschriften sowie Beiträge für 35 Fachbücher und meldete über siebzig Patente an.

## Leben

### Studium, Promotion und Tätigkeit in Kanada
Jayme absolvierte nach dem Abitur ein Studium der Chemie-Ingenieurwissenschaften an der Technischen Hochschule Darmstadt und wurde dort 1922 mit einer Dissertation zum Thema Über die Darstellung der Thioindigoderivate einiger heterocyclischer Amine zum Dr.-Ing.  promoviert. Anschließend arbeitete er dort für einige Monate als Wissenschaftlicher Assistent von Emil Heuser und folgte diesem auch 1923 zum Institut der Vereinigten Glanzstoff-Fabriken nach Berlin.
1926 ging Jayme zusammen mit Emil Heuser nach Kanada, wo er Leiter einer Forschungsgruppe bei dem in Hawkesbury, Ontario ansässigen Zellstoff-Unternehmen Canadian International Co wurde. Dort schloss er 1930 auch die Ehe mit seiner 1928 aus Norwegen eingewanderten Ehefrau Hjordis Jayme. Aus der Ehe ging 1934 der Rechtswissenschaftler Erik Jayme hervor.

### Professur und Leiter des Instituts für Cellulosechemie sowie des Vierjahresplaninstituts für Zellstoff- und Papierchemie
Nach zehnjähriger Tätigkeit in Kanada kehrte Jayme 1936 nach Deutschland zurück, wo er den Ruf als Professor und Leiter des Instituts für Cellulosechemie der Technischen Hochschule Darmstadt angenommen hatte. Hier trat er die Nachfolge von Karl Jonas an, der bereits im Juni 1934 ausgeschieden war.
1938 entstand am Institut für Cellulosechemie das Vierjahresplaninstitut für Zellstoff- und Papierchemie, das von Jayme geleitet wurde. Vierjahresplaninstitute waren Abteilungen der Hochschulen und unterstanden direkt dem Reichserziehungsministerium. Aufgabe des Instituts von Jayme war die Deckung des deutschen Papierbedarfs. In der Folgezeit erhielt das Vierjahresplaninstitut erhebliche finanzielle Zuwendungen vom Staat und der Industrie, von denen auch das Institut für Cellulosechemie der TH Darmstadt profitierte. Die Mitarbeiter des Vierjahresplaninstituts verpflichteten sich, absolutes Stillschweigen über ihre Tätigkeit und die Vorgänge am Vierjahreplaninstitut zu wahren. Jayme entfaltete ab 1938 erhebliche Ausbauaktivitäten und konnte mit Unterstützung von Gauleiter Jakob Sprenger erreichen, dass ein Neubau in der Alexanderstraße errichtet wurde. Der großzügige Neubau, von Karl Lieser entworfen, sollte über 16.000 Kubikmeter umfassen. Der Grundstein wurde 1938 gelegt, bis zum Ende des Zweiten Weltkrieges konnte das Gebäude jedoch nur äußerlich fertig gestellt werden.
Am 10. Februar 1939 beantragte Jayme die Aufnahme in die NSDAP und wurde zum 1. April 1940 aufgenommen (Mitgliedsnummer 8.006.596). Im Rahmen des Entnazifizierungsverfahrens wurde Jayme im Februar 1947 zunächst als „Mitläufer“ eingestuft. Aufgrund seines Widerspruchs erfolgte im August 1947 eine Einstufung als „Entlasteter“. Daraufhin wurde Jayme auf seine Professur zurückberufen und 1951 erfolgte die Verbeamtung auf Lebenszeit. Während seiner bis zu seiner Emeritierung 1969 dauernden 33-jährigen Tätigkeit an der TH Darmstadt entwickelte er mehrere neue Quell- und Lösungsmittel für Cellulose.
1947 gehörte Jayme neben Walter Brecht zu den Begründern der Fachzeitschrift Das Papier. 1952 wurde er Präsident eines Internationalen Komitees der Vereinten Nationen für Rohstoffe für die Papierproduktion.
Jayme wandelte Cellulose durch Methylierung um, um stärkere Zellstoffe zu produzieren, und entwickelte mit dem Wasserrückhaltevermögenstest (WRV-Test) eine neue Methode, um die Quelleigenschaft chemischer Zellstoffe zu untersuchen. Ferner machte er auch Gebrauch von Elektronenmikroskopen und insbesondere von 3-D-Bildern, um die Feinstruktur und Reaktivität von Zellstoffen zu untersuchen. 1960 entwickelte er ein Verfahren zur Herstellung von fluoreszierendem Papier, insbesondere für Briefmarken.
Unter seiner Leitung wuchs das Institut für Cellulosechemie zu einem der führenden Zentren auf diesem Gebiet weltweit. In dieser Zeit wurden über 140 Diplom-Ingenieure und über 130 Doktoranden aus aller Welt auf dem Gebiet der Cellulosechemie und Zellstoff- und Papierwissenschaft ausgebildet.
Neben seiner Lehr- und Forschungstätigkeit verfasste Jayme über 700 Artikel für Fachzeitschriften wie Das Papier sowie Beiträge für 35 Fachbücher und meldete über siebzig Patente an.

## Auszeichnungen
1942 wurde ihm die Alexander-Mitscherlich-Denkmünze der Vereinigung von Zellstoff- und Papier-Chemikern sowie Ingenieuren Zellcheming verliehen. Für seine umfangreichen Verdienste wurde er ferner 1961 mit der Valentin-Hottenroth-Medaille sowie 1964 mit der Karl Kellner-Auszeichnung der Österreichischen Vereinigung der Zellstoff- und Papierchemiker und -techniker (ÖZEPA) geehrt.
Jayme wurde daneben 1966 Ehrenmitglied der Zellcheming sowie 1968 Fellow Emeritus der Internationalen Akademie für Waldwirtschaft in Wien.
2011 wurde Jayme, der Gastdozent und Berater zahlreicher Unternehmen und Regierungen sowie Mitglied mehrerer Berufsverbandsorganisationen in Deutschland, England, Kanada und den USA war, posthum in die Hall of Fame des Paper Discovery Centers der Papierindustrie in Appleton (Wisconsin) aufgenommen. In der Laudatio hieß es unter anderem, dass Jayme „als einer der Giganten der europäischen Papierindustrie betrachtet werden könnte“.

## Veröffentlichungen

### Fachbücher
- Über die Darstellung der Thioindigoderivate einiger heterocyclischer Amine, Dissertation TH Darmstadt, 1922
- Zellstoff 1939–1946: Sammlung der deutschen Literatur, Darmstadt 1953

### Aufsätze in Fachzeitschrift und Buchbeiträge (Auswahl)
- In memoriam: Direktor Dr. h.c. Hermann. In: Das Papier. Bd. 1, 1947, Nr. 1/2: 27
- Eignungsvergleich verschiedener Einjahrespflanzen als Rohstoff für Papiersulfatzellstoffe, Mitautoren Klaus-Günther Hindenburg und Marianne Harders-Steinhäuser. In: Das Papier. Bd. 2, 1948, Nr. 3/4: 45-5
- Aus der Zellstoff- und Papier-Industrie Australiens. In: Das Papier. Bd. 3, 1949, Nr. 11/12: 201–215
- Emil Heuser zum 70. Geburtstag. In: Das Papier. Bd. 6, 1952, Nr. 17/18: 348–355
- Abschied von Emil Heuser. In: Das Papier. Bd. 8, 1954, Nr. 3/4: 61
- Fünfzigjähriges Jubiläum des Instituts für Cellulosechemie mit Holzforschungsstelle an der Technischen Hochschule Darmstadt im April 1958. In: Das Papier. Bd. 11, 1957, Nr. 1/2: 25
- Störende Einflüsse von Stärke und Titandioxyd auf Bestimmung und Retention von Harzsäuren im Betriebswasser einer Papierfabrik, Mitautor Karl Reimann. In: Das Papier. Bd. 13, 1959
- Die Erfassbarkeit kleinster Unterschiede zwischen Reyonzellstoffen durch alte und neue Analysenmethoden, Mitautor Jürgen Weidenmüller. In: Das Papier. Bd. 13, 1959
- Vorgänge beim Quellen und Lösen faserförmiger Pflanzenzellen in neuen Lösungsmitteln, Mitautorin Marianne Harders-Steinhäuser. In: Das Papier. Bd. 14, 1960
- Vergleich der Harzsäureretention auf dem Papiermaschinensieb bei Anwesenheit verschiedener Hilfsstoffe, Mitautor Werner Demming. In: Das Papier. Bd. 14, 1960
- Veränderung kolloidchemischer Eigenschaften von Zellstoff-Fasern durch hochfrequente Behandlung, Mitautoren Horst Crönert und Walter Neuhaus. In: Das Papier. Bd. 14, 1960
- Einfluss der Vorimprägnierung mit Dampfphasenkochung auf die Eigenschaften nach dem NSSC-Verfahren hergestellter Halbzellstoffe, Mitautoren Ursula Schwartzkopff und Peder Kleppe. In: Das Papier. Bd. 14, 1960
- Die Verteilung der Hilfsstoffe im Kreislauf einer Papiermaschine bei der Verwendung eines freiharzreichen Leims (Hagoid), Mitautor Werner Demmig. In: Das Papier. Bd. 14, 1960
- Die Retention verschiedener Stärke-, CMC- und Alginattypen auf dem Papiermaschinensieb, Mitautor Werner Demming. In: Das Papier. Bd. 14, 1960
- Die K_1tnJ-Methode, eine modifizierte Kappa-Zahl-Bestimmung für Halbzellstoffe in über 70 % Ausbeute, Mitautor Hans-Joachim Jerratsch. In: Das Papier. Bd. 14, 1960
- Der Einfluss der Papierhilfsstoffe auf die Inhaltsstoffe von Papierfabrikabwässern, Mitautor Werner Demming. In: Das Papier. Bd. 14, 1960
- Das elektronenoptische Raumbild von Zellstoff und Papier, Mitautor Günther Hunger. In: Das Papier. Bd. 14, 1960
- Vergleichende Untersuchungen über das Verhalten der Systeme Kupfer (II) hydroxyd-Weinsäure-Natronlauge und Eisen (III)-hydroxyd-Weinsäure-Natronlauge gegenüber Polysacchariden, Mitautor Knut Kringstad. In: Das Papier. Bd. 15, 1961
- Über die Verwendung von Cadoxen zur Bestimmung der Grenzviskosität (des DP) und der Kettenlängenverteilung von Cellulosen, Mitautor Peder Kleppe. In: Das Papier. Bd. 15, 1961
- Über die Ursachen der Festigkeitsschwankungen von Sulfitzellstoffen aus verschiedenen Pappelhölzern: Mitteilung aus dem Institut für Zellulosechemie mit Holzforschungsstelle der Technischen Hochschule Darmstadt, Mitautor Thomas Krause. In: Wochenblatt für Papierfabrikation. 89. 1961, Nr. 11/12
- Fraktionierungsversuche an Zellstoffen, gelöst in EWNN, nach der summativen Methode, Mitautor Peder Kleppe. In: Das Papier. Band 15, 1961, S. 272–278
- Ein neues Verfahren zur summativen Fraktionierung von in EWNN gelöster Cellulose durch fraktionierende Auflösung nach Fällung mit Natronlauge, Mitautoren Peder Kleppe und Alois Künschner. In: Die makromolekulare Chemie. Bd. 48. 1961, S. 144–159
- Beobachtungen an Ultradünnschnitten von Fichtenholz: Beitrag zur Kenntnis des Feinbaus der Frühholztracheiden, Mitautor Dietrich Fengel, Holz als Roh- u. Werkstoff. Bd. 19. 1961, S. 50–55
- Untersuchung des Papiers acht verschiedener alter Na-khi Handschriften auf Rohstoff und Herstellungsweise, Mitautorin Marianne Harders-Steinhäuser. In: J. F. Rock: The life and culture of the Nakhi tribe of the China Tibet borderland, Wiesbaden, 1963, S. 54–70
- Primitive Holzschliff-Gewinnung in Nepal, Mitautorin Marianne Harders-Steinhäuser. In: Papiergeschichte, Bd. 15, 1965, Nr. 1/2: 1–6
- Über eine neue Methode zur Bestimmung der Kettenlängenverteilung von Cellulosen in EWNN mod (NaCl), Mitautor Gamal El-Kodsi. In: Das Papier, Band 24, 1970, S. 125–129
- Papierquerschnitte für lichtmikroskopische Untersuchungen mit Hilfe einer Schnell-Einbettungsmethode, Mitautoren Marianne Harders-Steinhäuser und Nils-Olaf Bergh. In: Das Papier, Band 24, 1970
- Einfluss der Temperatur und des Ordnungszustandes der Cellulose auf deren Mercerisierbarkeit: gemessen nach der WRV-Methode, Mitautor Edmonde Roffael. In: Das Papier, Band 24, 1970
- Die Anwendung des WRV-Wertes zur Erfassung von Strukturveränderungen der Cellulose, Mitautor Edmonde Roffael. In: Das Papier, Band 24, 1970
- Der Einfluss der Mercerisation auf die Löslichkeit von Cellulosen in Cadoxen, Mitautor Karl Ketil Hasvold. In: Das Papier, Band 24, 1970
- Bericht über die Tätigkeit der Arbeitsgruppe für die Viskositätsbestimmung Cellulosehaltiger Stoffe im Verein Zellcheming von 1964 bis 1969, Mitautor Gamal El-Kodsi. In: Das Papier, Band 24, 1970, S. 410–414, 501–509
- Sechzig Jahre Cellulosechemie an der Technischen Hochschule Darmstadt: 1908–1968. In: Das Papier, Bd. 32, 1978, S. 402–410